# Bisdom Joliet in Illinois
Het bisdom Joliet in Illinois (Latijn: Dioecesis Joliettensis in Illinois) is een rooms-katholiek bisdom met als zetel Joliet, in de Amerikaanse staat Illinois. Het bisdom is suffragaan aan het aartsbisdom Chicago. 

## Geschiedenis
Het bisdom werd opgericht op 11 december 1948, uit delen van het aartsbisdom Chicago en de bisdommen Peoria en Rockford.

## Parochies
Het bisdom had in 2021 een oppervlakte van 10.925 km2 en telde 1.950.678 inwoners waarvan 32,3% rooms-katholiek was.

## Bisschoppen
- Martin Dewey McNamara (17 december 1948 - 23 mei 1966)
- Romeo Roy Blanchette (19 juli 1966 - 30 januari 1979; hulpbisschop sinds 8 februari 1965)
  - Raymond James Vonesh (hulpbisschop: 5 januari 1968 - 7 mei 1991)
  - Daniel William Kucera (hulpbisschop: 6 juni 1977 - 5 maart 1980)
- Joseph Leopold Imesch (30 juni 1979 - 16 mei 2006)
  - Daniel Leo Ryan (hulpbisschop: 14 augustus 1981 - 22 november 1983)
  - Roger Louis Kaffer (hulpbisschop: 25 april 1985 - 15 augustus 2002)
  - James Edward Fitzgerald (hulpbisschop: 11 januari 2002 - 5 juni 2003)
- James Peter Sartain (16 mei 2006 - 16 september 2010)
  - Joseph Mark Siegel (hulpbisschop: 28 oktober 2009 - 18 oktober 2017)
- Robert Daniel Conlon (17 mei 2011 - 4 mei 2020)
  - Richard Edmund Pates (apostolisch administrator: 27 december 2019 - 29 september 2020)
- Ronald Aldon Hicks (17 juli 2020 - heden)
  - Dennis Edward Spies (hulpbisschop: 27 september 2024 - heden)

## Galerij van afbeeldingen

Wapen van het bisdom
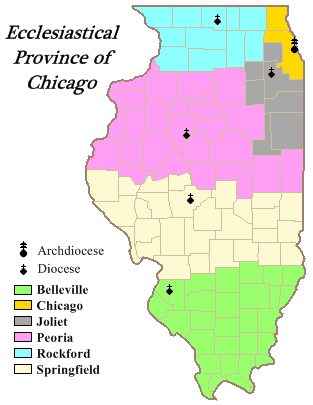
Kerkprovincie met aartsbisdom en suffragane bisdommen
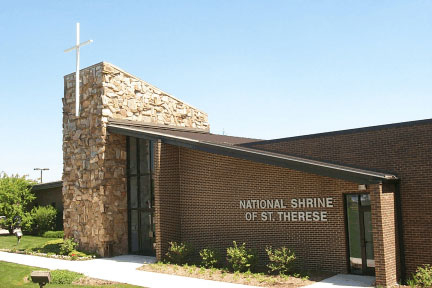
Nationaal heiligdom van Saint Theresa
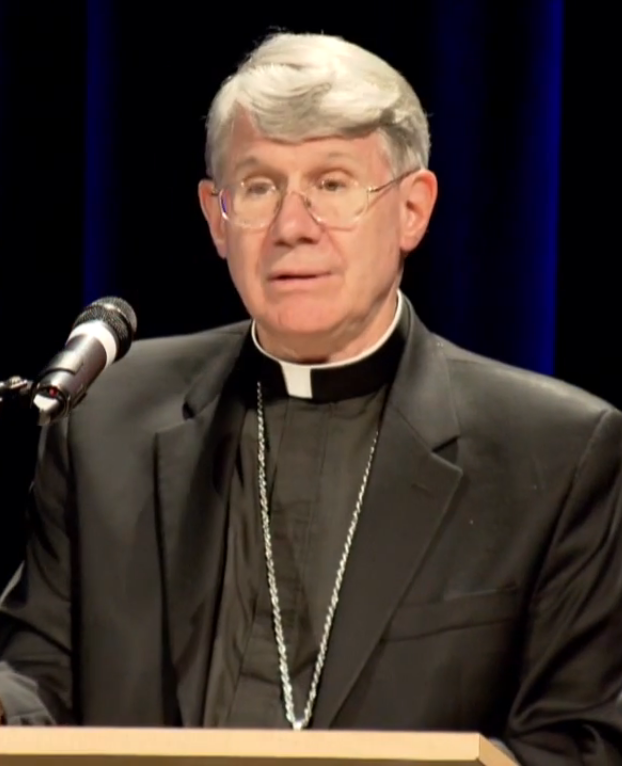
Bisschop Robert Daniel Conlon (2011-2020)

Chicago (aartsbisdom) · Belleville · Joliet in Illinois · Peoria · Rockford · Springfield in Illinois